# Lãnh địa Giáo hoàng
Lãnh địa Giáo hoàng hay Nhà nước Giáo hoàng (tiếng Ý: Stato Pontificio; tiếng Anh: Papal States), tên gọi chính thức là Nhà nước Giáo hội hay Quốc gia Giáo hội (tiếng Ý: Stato della Chiesa, phát âm tiếng Ý: phát âm tiếng Ý: [ˈstaːto della ˈkjɛːza, ˈkjeː-]; tiếng Latinh: Status Ecclesiasticus; cũng là Dicio Pontificia; tiếng Anh: State of the Church), là một lãnh thổ ở Bán đảo Ý nằm dưới quyền cai trị trực tiếp của Giáo hoàng từ năm 756 đến năm 1870. Đây là một trong những quốc gia lớn nhất từng tồn tại trên Bán đảo Ý từ thế kỷ VIII cho đến khi Vương quốc Sardegna thống nhất bán đảo này bằng cách chinh phục và kết thúc vào năm 1861 và dứt điểm vào năm 1870 để lập ra Vương quốc Ý.
Trong thời kỳ Phục hưng, lãnh thổ của giáo hội đã mở rộng rất nhiều và Giáo hoàng trở thành một trong những nhà cai trị thế tục quan trọng nhất của Ý cũng như người đứng đầu Giáo hội. Ở thời kỳ đỉnh cao của mình, Lãnh địa Giáo hoàng đã bao phủ hầu hết các vùng Lazio (bao gồm cả Rome), Marche, Umbria và Romagna và một phần của Emilia thuộc nước Ý hiện nay. Những tài sản này được coi là biểu hiện của quyền lực nhất thời của Giáo hoàng, trái ngược với quyền lực tối cao trong giáo hội của ngài.
Tuy nhiên, đến năm 1861, phần lớn lãnh thổ của Lãnh địa Giáo hoàng đã bị Vương quốc Ý của Victor Emmanuel II chinh phục. Chỉ có Lazio, bao gồm Rome, vẫn nằm dưới sự kiểm soát tạm thời của Giáo hoàng. Năm 1870, Giáo hoàng mất Lazio cũng như Rome, và không còn kiểm soát bất kỳ lãnh thổ thực tế nào. Ngoại trừ Vương cung thánh đường Thánh Phêrô, nơi ở của Giáo hoàng và các toà nhà liên quan xung quanh Đồi Vatican thuộc thành phố Rome, mà nhà nước Ý mới không chiếm đóng về mặt quân sự, mặc dù đã sáp nhập. Năm 1929, lãnh tụ Phát xít Ý Benito Mussolini, người đứng đầu Chính phủ Ý, đã chấm dứt vấn đề "Tù nhân ở Vatican" bằng cách đàm phán và ký kết Hiệp ước Lateran. Hiệp ước này đã công nhận quyền của Tòa Thánh đối với một lãnh thổ với diện tích tương đương với 0,44 km2 mà ngày nay được biết đến là Thành Vatican, một quốc gia có chủ quyền với diện tích nhỏ nhất thế giới nằm bên trong thủ đô Rome của nước Ý.

## Tên gọi
Các lãnh địa Giáo hoàng còn được gọi chung là Nhà nước Giáo hoàng, mặc dù số nhiều thường được sử dụng phổ biến, nhưng số ít thì đúng hơn, vì nó được dùng cho một chính thể thống nhất hơn là một liên minh cá nhân đơn thuần. Ngoài ra nó còn được gọi với nhiều tên gọi khác nhau như: các lãnh địa Giáo hội, các lãnh địa La Mã... ở một mức độ nào đó, tên dùng được thay đổi theo sở thích và thói quen của các ngôn ngữ châu Âu mà nó được thể hiện.

### Giáo hoàng ở Avignon

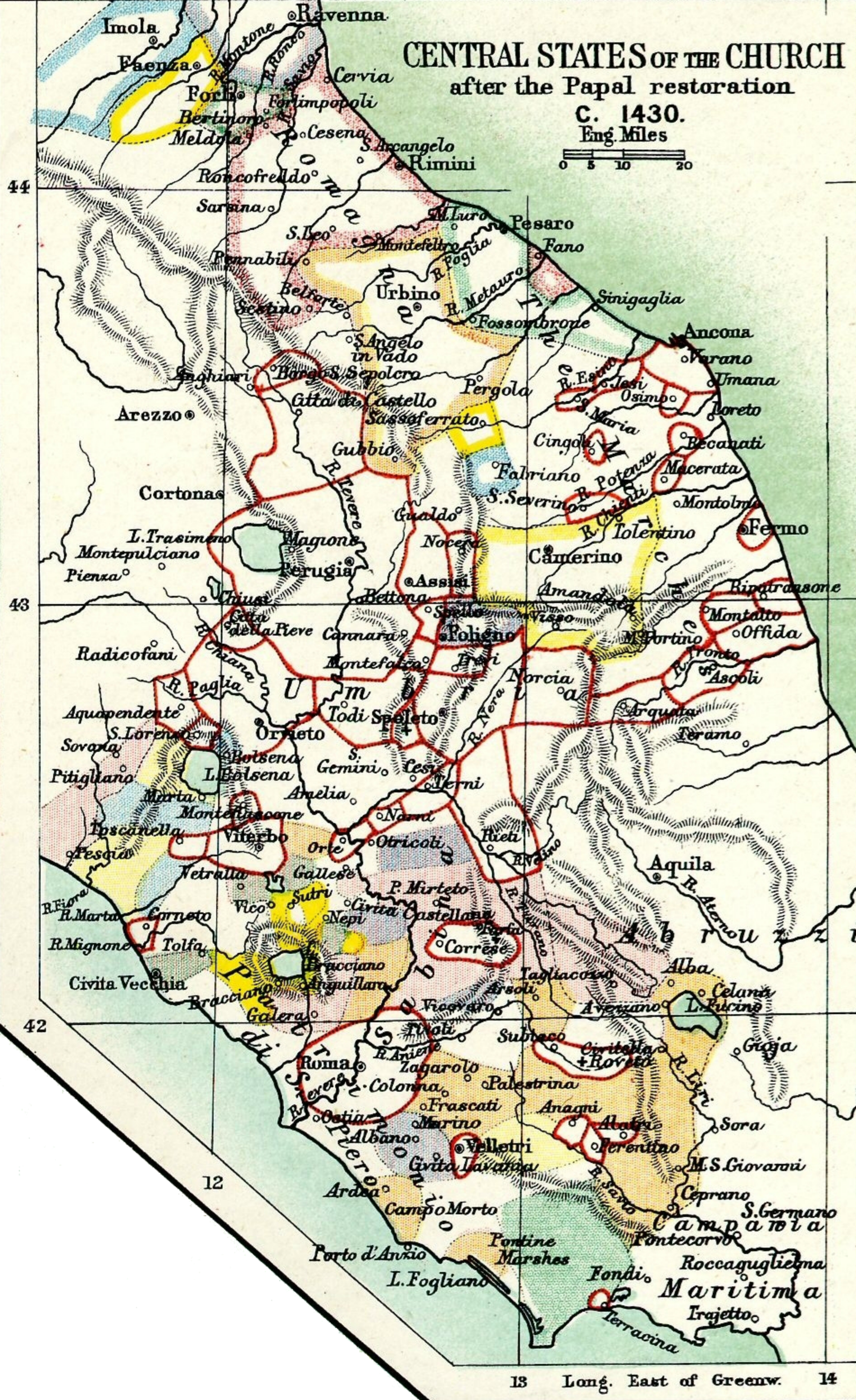
Lãnh thổ của Nhà nước Giáo hoàng k. 1430

### Phục hưng

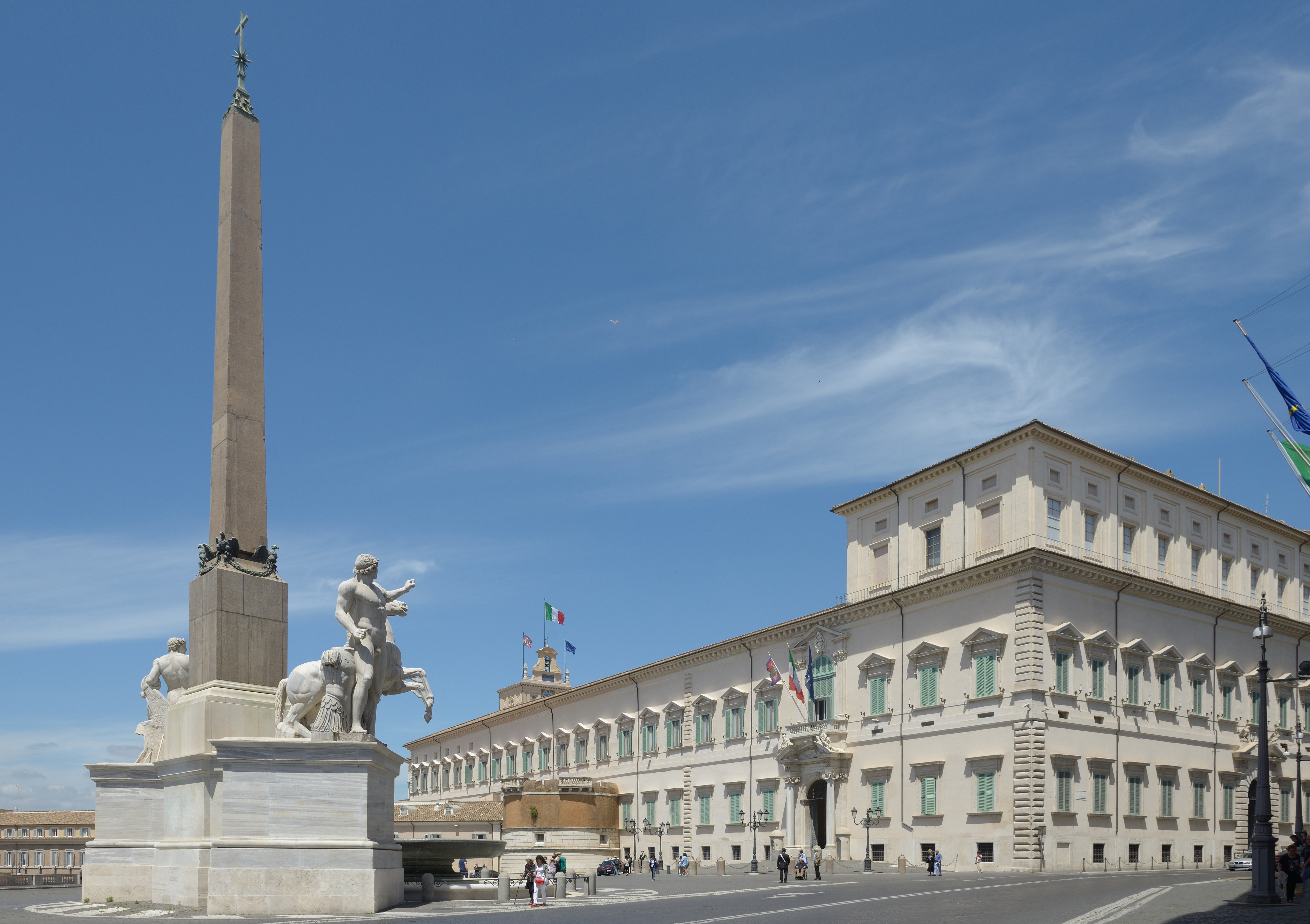
Cung điện Quirinal, nơi ở của Giáo hoàng và là nơi đặt các văn phòng dân sự của các Lãnh địa Giáo hoàng từ Renaissance cho đến khi họ sáp nhập

### Thời đại Napoleon

Bản đồ Bán đảo Ý năm 1796, cho thấy Lãnh địa Giáo hoàng trước Các cuộc chiến tranh của Napoléon đã thay đổi bộ mặt của bán đảo

### Thống nhất Ý

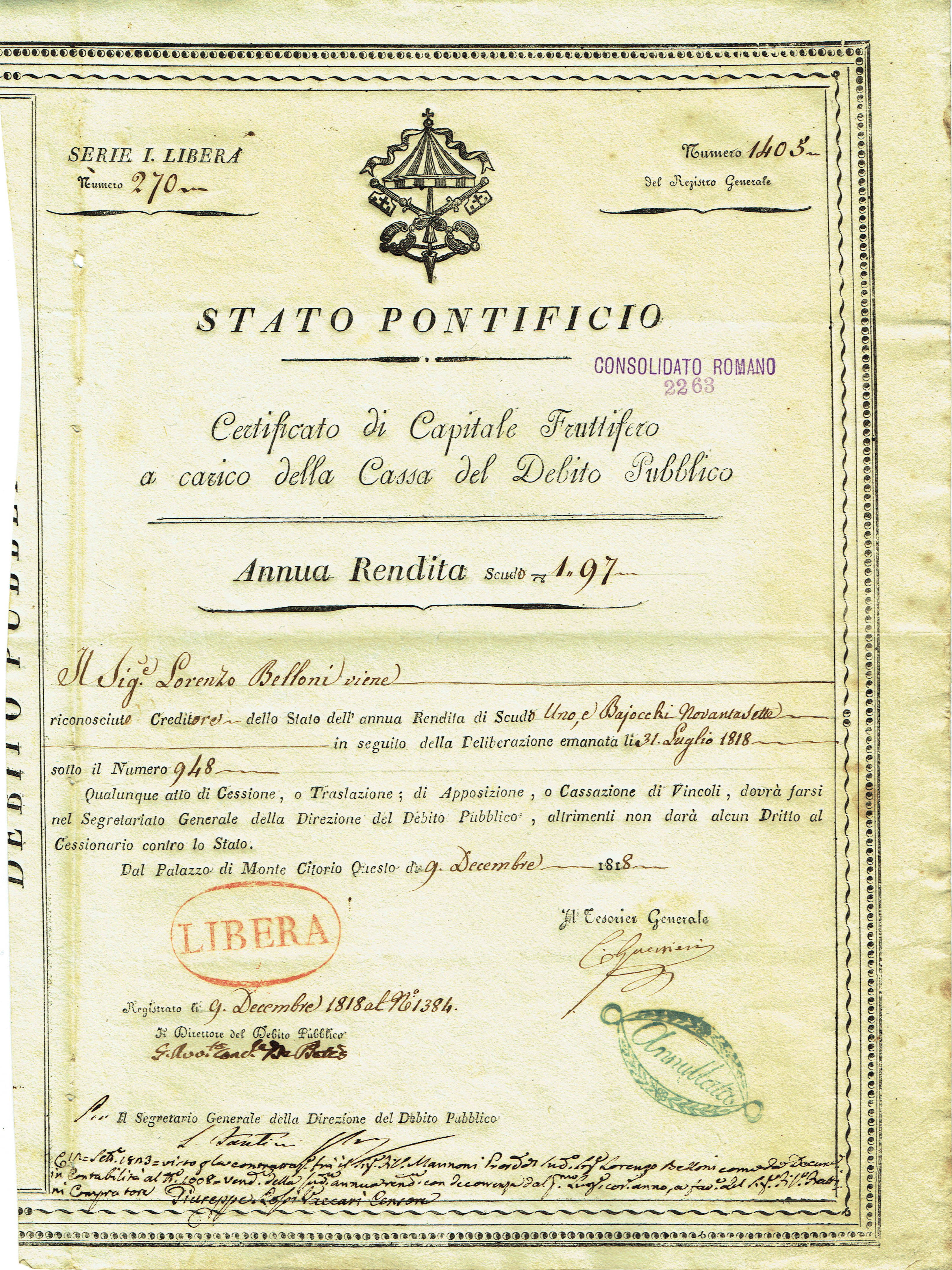
Trái phiếu của Lãnh địa Giáo hoàng phát hành ngày 09/12/1818.

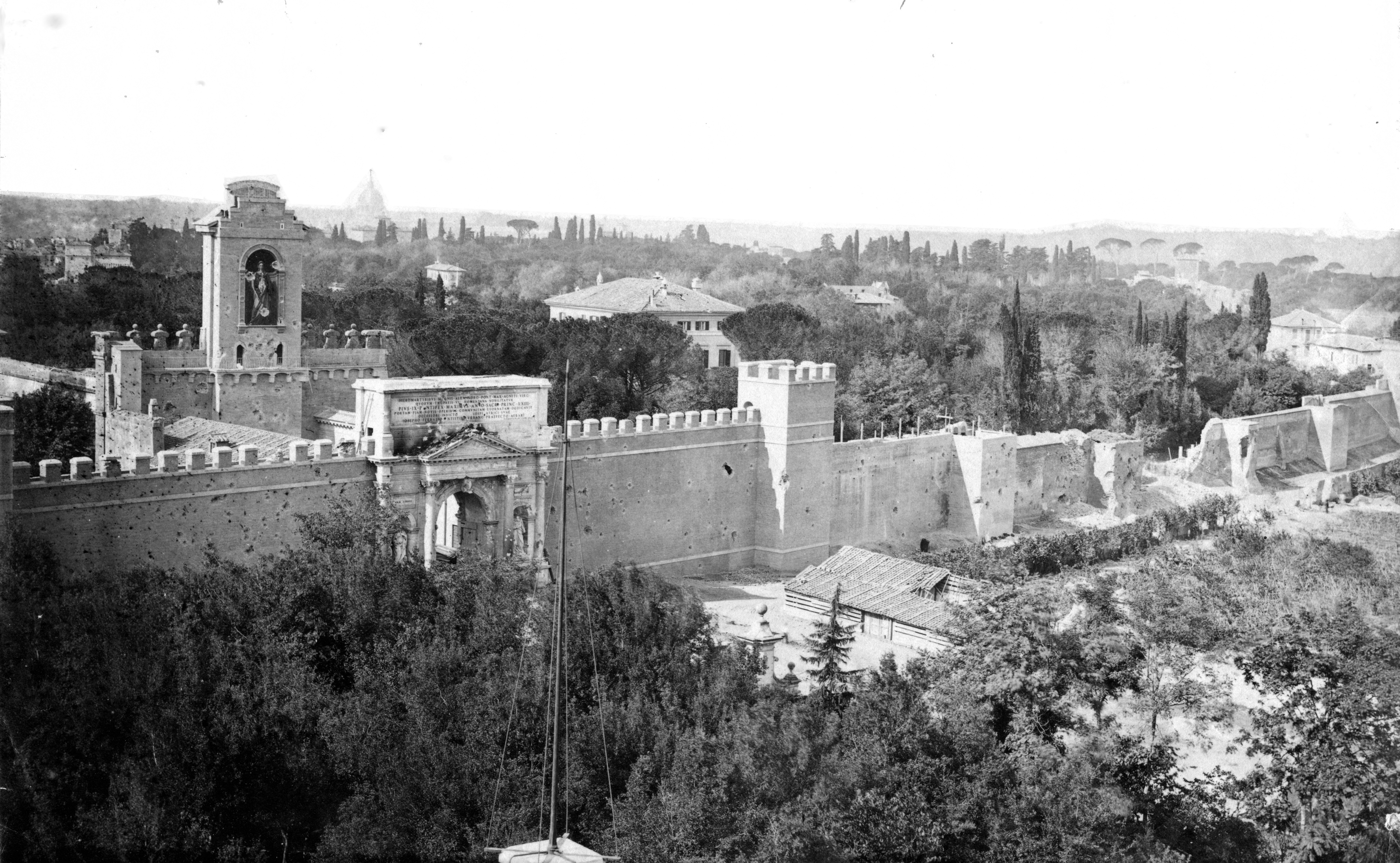
Bức tường Porta Pia, năm 1870.

## Thống đốc khu vực

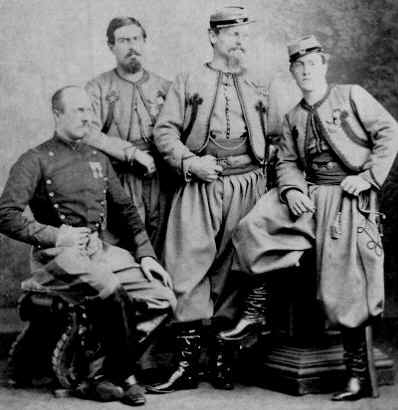
Lực lượng vệ binh "Papal Zouaves", năm 1869.

## Quân đội Giáo hoàng

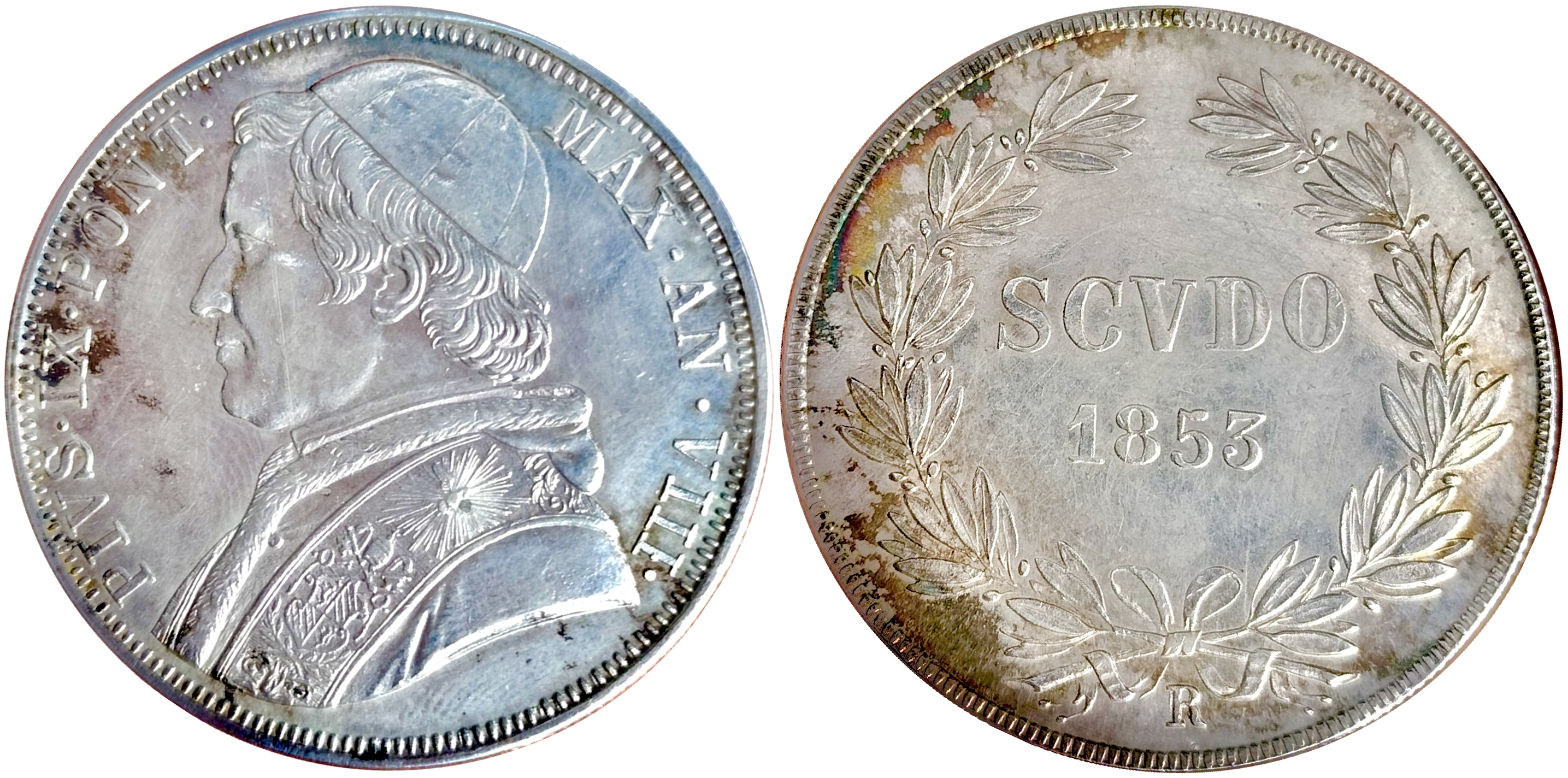
Xu bạc: 1 scudo Lãnh địa Giáo hoàng được đúc dưới thời Giáo hoàng Piô IX, năm 1853 - Vị giáo hoàng cuối cùng cai trị Lãnh địa Giáo hoàng

## Lịch sử